# Gravité Média
Gravité Média est un groupe de presse regroupant six publications locales diffusées en banlieue de Montréal, au Québec. Le territoire couvert par les journaux de Gravité Média s'étire sur la majeure partie de la Rive-Sud, de Vaudreuil-Soulanges à Contrecoeur.
L'entreprise a été créé en 2017 par un groupe d'investisseurs de la Rive-Sud, afin d'acheter une partie des publications de TC Média, qui souhaitait à l'époque se départir de l'ensemble de ses publications du Québec.
Gravité Média possède les journaux hebdomadaires Le Journal Saint-François, Le Soleil de Châteauguay, Le Reflet, Le Courrier du Sud et La Relève, ainsi que le média économique en ligne L'Information d'affaires d'ici. La société mère de Gravité Média est Groupe Gravité, qui possède aussi l'agence de marketing Vertiga.

## Distribution
Les publications de Gravité Média sont diffusées en ligne et en format imprimé, sauf pour L'Information d'affaires d'ici qui est disponible uniquement sur le web.
Chaque journal a son propre site web et gère indépendamment ses infolettres et ses comptes Facebook et Bluesky. Toutefois, sur YouTube, TikTok et Instagram, l'ensemble des journaux diffusent leurs informations sous la bannière partagée « Ma vie ma région ». Depuis le blocage des nouvelles par Meta, la bannière « Ma vie ma région » est également utilisée sur Facebook.
L'entreprise produit aussi des balados sous la bannière « Gravité Média ».
En date de mai 2025, les réseaux sociaux de Gravité rejoignaient près de 7400 abonnés, principalement sur TikTok.
Ensemble, les six publications et le défunt Brossard Éclair distribuaient au total près de 330 000 copies imprimées en avril 2017,,,,,,, tout juste avant leur acquisition par Gravité Média. Depuis la fin de la distribution par le Publisac, elles sont maintenant disponibles dans près de 1000 points de dépôt. 

## Histoire
Au début de la décennie 2010, au Québec, les hebdomadaires régionaux et hyper-locaux (c'est-à-dire les publications de quartier de Montréal et Québec) font l'objet d'une guerre commerciale entre deux géants de la presse écrite, Québecor et TC Média, qui achètent tour à tour la majorité des publications de la province,. En décembre 2013, TC Média sort gagnante et entame le processus qui mènera à l'achat de l'ensemble des 74 publications régionales de son concurrent, y compris la majorité des publications qui passeront par la suite à Gravité Média.
Malgré le fait que le Bureau de la concurrence force la vente ou la fermeture d'une partie de ses publications avant d'approuver la transaction avec Québecor,, TC Média devient le plus important joueur de l'industrie de la presse écrite hebdomadaire au Québec, contrôlant 62 % des journaux et 68 % du tirage à la fin du processus d'acquisition et de vente.
Cette situation prend toutefois fin en 2017, lorsque l'entreprise annonce la mise en vente de l'ensemble de ses publications en différents lots. La même année, Gravité Média est fondé par Julie Voyer, qui était jusqu'à récemment directrice générale de TC Média pour la Montérégie. Gravité acquiert alors Le Journal Saint-François, Le Soleil de Châteauguay, Le Reflet, Le Courrier du Sud, le Brossard Éclair et L'Information d'affaires d'ici.
TC Transcontinental, société mère de TC Média, continue d'imprimer les journaux et de les distribuer dans le Publisac.
Rapidement, le Brossard Éclair devient un cahier inséré dans son « grand frère », Le Courrier du Sud. Les deux publications sont complètement fusionnées en 2019.
En 2023, Gravité Média complète la couverture de la Rive-Sud en faisant l'acquisition de La Relève, un hebdomadaire local couvrant Boucherville et la MRC Marguerite-D'Youville. Désormais, les publications de Gravité Média couvrent la quasi-totalité du territoire situé entre la MRC Vaudreuil-Soulanges à l'ouest et la municipalité de Contrecoeur à l'est, en passant par Salaberry-de-Valleyfield, Châteauguay, Candiac, l'agglomération de Longueuil et Sainte-Julie, entre autres.
En novembre 2023, TC Transcontinental annonce qu'elle met fin au Publisac, sonnant l'alarme au sein de l'ensemble de la presse écrite hebdomadaire. La fin du Publisac à Montréal quelques mois plus tôt avait déjà contribué à la faillite de Métro Média, propriétaire du Journal Métro et de la majorité des hebdos de quartier de Montréal et Québec. Plusieurs groupes de presse locaux, dont Gravité Média, se tournent alors vers Postes Canada et vers les points de dépôt. Aujourd'hui, les journaux de Gravité Média sont distribués dans près de 1000 points de dépôt.